# Frais de gestion d'une société de portefeuille
 (août 2018).
Si vous disposez d'ouvrages ou d'articles de référence ou si vous connaissez des sites web de qualité traitant du thème abordé ici, merci de compléter l'article en donnant les références utiles à sa vérifiabilité et en les liant à la section « Notes et références ».
Les frais de gestion d'une société de portefeuille (anglais: management fees) sont des transactions payées à la holding par la filiale, en contrepartie de services administratifs rendus et d'une implication dans la gestion et / ou la définition de la stratégie. 
Dans une certaine mesure, il peut s'agir de dividendes déguisés, ce qui constitue alors un abus de bien social. 
Le terme vient de la culture anglophone, ce qui lui donne un sens non précisément défini.
Ces arrangements sont motivés par des considérations opérationnelles, fiscales, sociales ou patrimoniales. En fait, ils permettent à la holding de se rémunérer en prenant une marge proportionnelle aux services facturés aux filiales.

## Droit belge

### Historique
Depuis longtemps, le législateur belge a souhaité lutter contre les fuites illicites de capitaux, sous la forme d'un versement de bénéfice à une société réglementée par une fiscalité distincte.
La code des impôts belges permet à présent de rejeter les paiements surfacturés.

### Pratique
Les managements fees prennent la forme de conventions de prestations de services dites conventions de « management fees ». D'un point de vue de la réglementation fiscale cela correspond à la différence entre une société holding simple et une société holding animatrice.
Ainsi, en Belgique, il est conseillé pour les Management fees de :
- décrire avec clarté les tâches allouées à la société de management, sans créer de quelque manière un lien de subordination;
- décrire précisément le système de rémunération, notamment l'existence de prime d’objectif
- fixer la durée du contrat, son mode de résiliation ou de prorogation, mais aussi le cas échéant les éventuels clauses de non‐concurrence[3].

Les management fees peuvent être facturés au prix du marché avec une marge . Cette marge peut être de l'ordre de 10%.
Les sociétés filiales qui achètent ces prestations  la holding sont dites sociétés opérationnelles.
Les managements fees peuvent être mise en œuvre pour faire fonctionner les Leveraged Buy Out (LBO).

#### Domaines
Les managements fees peuvent être réalisés dans différents domaines : administration générale, juridique & fiscal, financier & comptable, informatique, commercial, technique, achats, ressources humaines.
Ainsi, ces prestations peuvent concerner les baux, les assurances, la négociation, le secrétariat, les marques, suivi de procédures de contentieux avec les conseils externes, les contrôles des coûts, la sélection et utilisation des outils informatiques, la maintenance et assistance aux utilisateurs, la sauvegarde des informations, la communication, le référencement des produits, des services et des fournisseurs, gestion de la paye et traitement des salaires et des cotisations sociales, des régimes de prévoyance, logiciels de ressources humaines, de procédures en matière de bilans de compétences et de carrières, procédures du groupe en matière d’éthique, de veille sociale.

#### Justification des prestations
Pour prouver l'existence réelle des prestations prévues par convention, des documents spécifiques  sont conservés: factures, mention dans les procès verbaux de réunion, établissement de feuilles de temps par la personne.

## Affaires

### Affaires belges
Deux arrêts en dates du 30 octobre 2008 et du 12 juin 2009, la Cour de cassation, établissent que le management fees non justifiés ne sont pas déductibles fiscalement.

### Affaires françaises
Les managements fees peuvent faire l'objet de contentieux notamment pour « double emploi ». La Chambre commerciale de la Cour de cassation, dans sa décision du 23 octobre 2012, estime en effet qu'il y a là une absence de contrepartie. Cette jurisprudence date de 2010 et 2012 et s'appuie sur l'absence de cause.
Cette jurisprudence peut être contournée en passant par une société ad hoc.